# Forte da Ínsua
Die neuzeitliche Festung Forte da Ínsua liegt auf der kleinen Insel Ínsua in der Gemeinde União das Freguesias de Moledo e Cristelo im Kreis Caminha im Nordwesten Portugals.

## Lage
Die Festung liegt auf der etwa 600 × 250 m kleinen Insel Ínsua oder Ínsua de Santo Isidro rund 350 m westlich der portugiesischen Küste im Mündungsgebiet des portugiesisch-spanischen Grenzflusses Minho (spanisch Rio Miño). Die nur wenige Meter über dem Meeresspiegel liegende Insel besteht zum überwiegenden Teil aus Granitklippen, nur östlich zum Festland ist ein kleiner Sandstrand vorhanden, der das Anlanden von Booten erlaubt.

## Geschichte

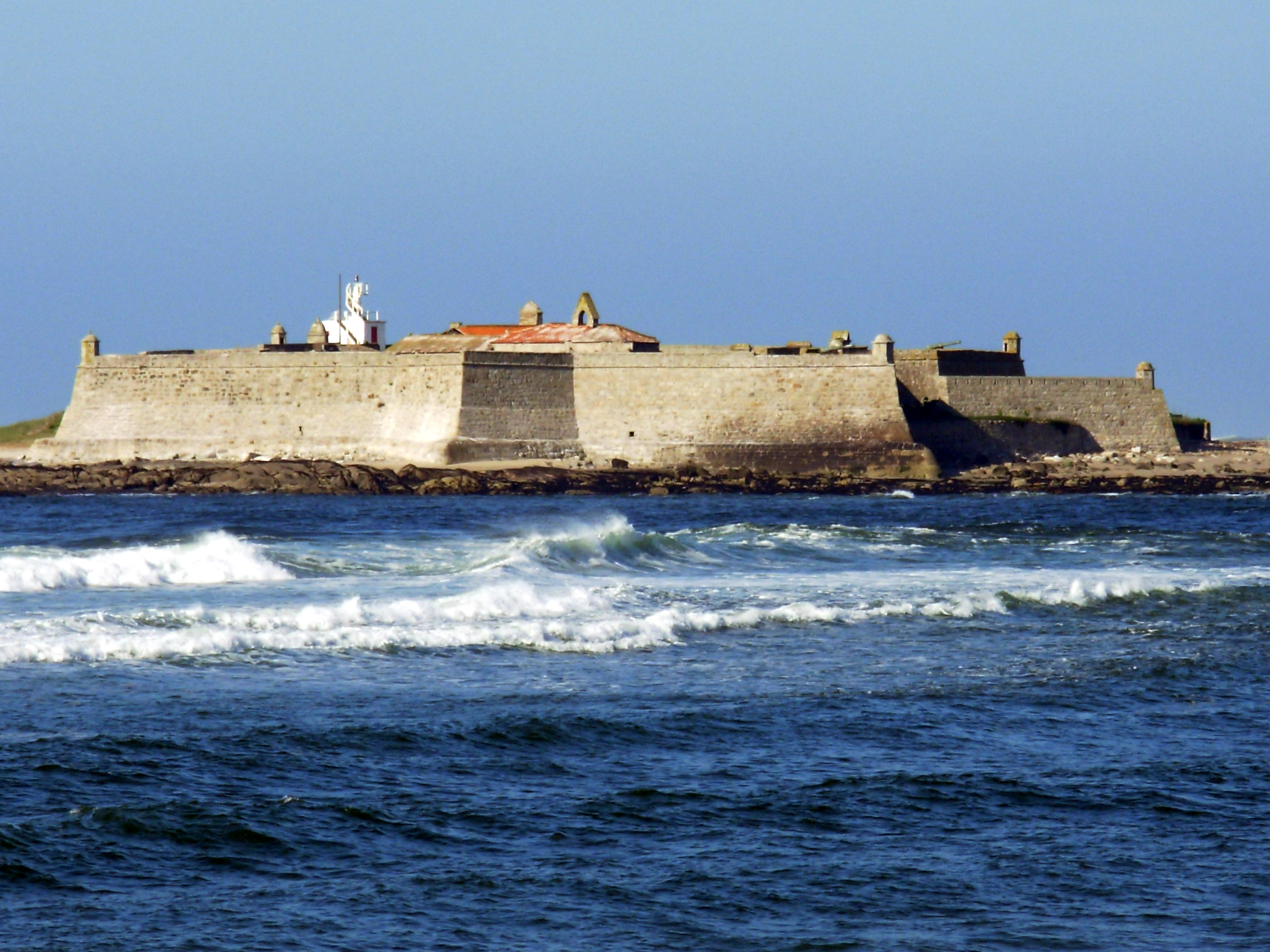
Forte da Ínsua.

Mit der Gründung eines Franziskanerklosters im Jahre 1392 wird die Insel erstmals erwähnt. Die erste Festung der Insel, von der heute keine Spuren mehr erhalten sind, wurde zur gleichen Zeit im Auftrag von Johann I. (portugiesisch D. João I) errichtet.
Sowohl Festung als auch das Kloster wurden in den folgenden Jahrhunderten mehrfach erweitert und umgebaut.

Seine heutige Form erhielt die Festung in den Jahren 1649–1676 durch den Gouverneur D. Diogo de Lima, der den Bau einer neuen Festung veranlasste, die die gestiegenen fortifikatorischen Anforderungen erfüllen konnte.

Während der französischen Invasion 1807 wurde die Insel von spanischen und französischen Truppen besetzt. 1843 wurde das Kloster aufgegeben und die Festung komplett vom Militär übernommen. Der letzte Gouverneur der Festung wurde 1909 benannt.

Ein Jahr später, im Jahr 1910, wurde sie als Monumento Nacional eingetragen und geschützt.

## Festung

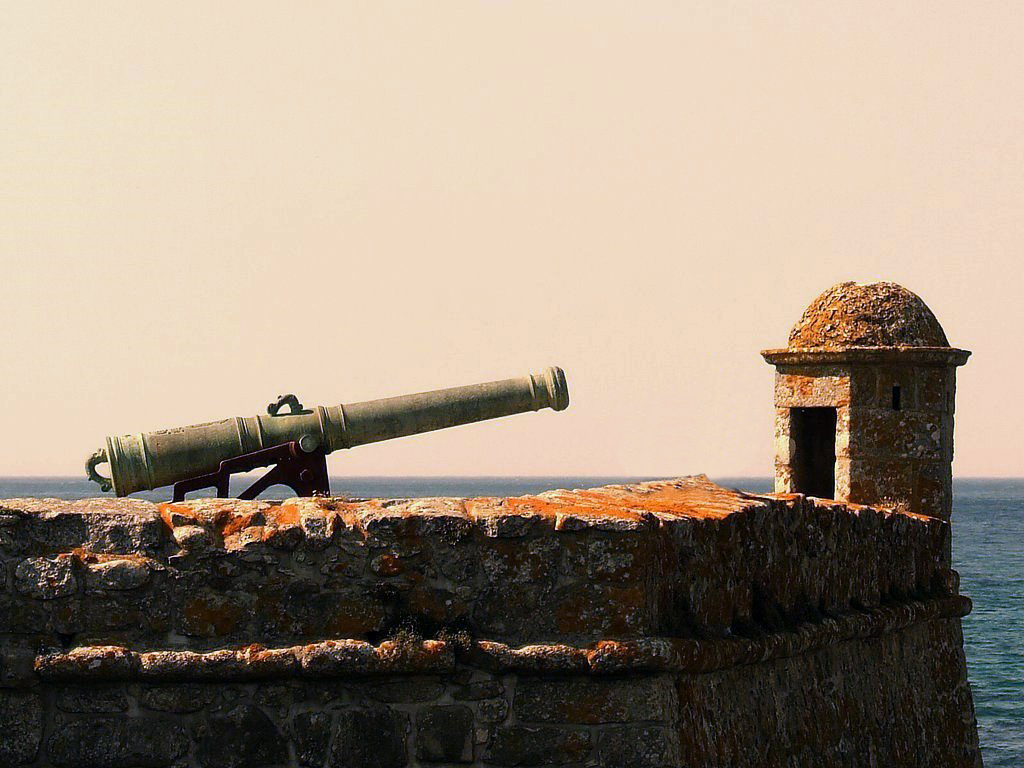
Forte da Ínsua - Bastion.

Der fast quadratische Innenraum der Festung von 50 × 55 m wird durch die nördliche und westliche Bastion sowie die südliche und östliche Halbbastion zu einem sternförmigen Grundriss von etwa 90 × 100 m erweitert. Die Flanken der Bastionen sind nicht eingezogen, sondern stoßen fast rechtwinkelig auf die jeweiligen Kurtinen.

Die südöstliche Kurtine ist mittig zusätzlich durch eine Zwischenbastion ohne Flanken geschützt.
Der Nordostkurtine ist ein Ravelin vorgelagert, das den kleinen Strand, den Haupteingang zur Festung sowie die auf der Insel entspringende Süßwasserquelle schützt.

Die Unterkünfte sowie Verwaltungs- und Versorgungsbauten der Besatzung grenzen im Innenraum unmittelbar an die Festungsmauern, da der überwiegende Teil des Innenraums durch das Kloster eingenommen wird, das seinerseits durch eine eigene Klostermauer gegen den militärischen Komplex abgegrenzt ist.